# Darating Ang Umaga
Darating Ang Umaga é uma telenovela filipina produzida e exibida pela ABS-CBN, cuja transmissão ocorreu em 2003.

## Elenco
- Eula Valdez - Mira Banal-Cordero
- Vina Morales - Arriana Banal-Cordero
- Ian Veneracion - Jaime Abelardo "Abel" Reverente
- Jodi Sta. Maria - Nicole Del Fuego
- Danilo Barrios - Rafael Cordero-Reverente
- Aiza Marquez
- Patrick Garcia - Nathaniel Cordero-Reverente